# Centrale Générale - FGTB
 (juin 2020).
 (mai 2016).
Améliorez-le ou discutez des points à vérifier. 
La Centrale Générale - FGTB (en néerlandais Algemene Centrale-ABVV) est un syndicat qui rassemble les travailleuses et travailleurs de la construction, de la chimie, de l’industrie et des services. La centrale syndicale compte environ 419.000 membres et plus de 10.000 militants. La Centrale Générale défend les intérêts des travailleurs issus de ces différents secteurs. Elle œuvre à l’amélioration des salaires et de leurs conditions de travail. Elle porte une attention particulière à la santé et la sécurité au travail. La CG se bat pour un travail décent et un emploi pour tous. Elle est affiliée à la Fédération générale du travail de Belgique (FGTB) dont elle est partie prenante comme les autres centrales : SETCa, CGSP, MWB, Horval, UBT.
C'est une centrale au service de ses membres, luttant pour renforcer l'action et les revendications dans les secteurs, dans les entreprises, au niveau intersectoriel et au sein de la FGTB.
Le syndicat représente les travailleuses et travailleurs dans un grand nombre de secteurs très diversifiés, tels que :
- l’industrie (chimie, pétrole, bois, papier, mines et carrières, cimenteries, béton, céramique, briqueteries, tuileries, récupération, verre)
- la construction
- les titres-services
- les services (gardiennage, travail intérimaire, nettoyage, coiffure et soins de beauté)
- Entreprises de travail adaptés (ETA)
- les secteurs du textile et du vêtement
- le secteur du diamant

## Historique
Son histoire est marquée par la lutte incessante menée par les travailleuses et travailleurs pour défendre leurs droits.
Dès le XIXe siècle, les ouvriers s'entraidaient. Malgré l'interdiction de s'associer, de modestes syndicats locaux virent le jour. Ils furent encouragés entre autres par la création du Parti ouvrier belge (POB). Les petits syndicats indépendants constatèrent rapidement la nécessité de s'unir et de s'intégrer dans une structure solide. Ils se regroupèrent autour du syndicat des travailleurs du bâtiment, puis des ouvriers des fabriques.
C'est en 1909 que les bases de la Centrale Générale sont jetées. Un Congrès extraordinaire tenu les 17, 18 et 19 janvier à Bruxelles donne naissance à l'Union Centrale des Travailleurs du Bâtiment de Belgique. Il s'agit de la première centrale professionnelle au sein du mouvement syndical socialiste et donc au sein de la future CG.
Le 1er janvier 1920, "La Centrale Générale du Bâtiment et du Bois" voit le jour. Le terme "Générale" s'explique dans la mesure où la Centrale a pour vocation de regrouper les ouvriers actifs dans un grand nombre de secteurs industriels, certains faibles, d'autres plus forts.
Depuis lors, la Centrale Générale - FGTB n'a cessé de regrouper les ouvriers, en fusionnant avec d'autres centrales (travailleurs du verre en 1929, travailleurs du cuir en 1952, travailleurs du tabac en 1954…) mais aussi en s'investissant dans de nouvelles activités, dans de nouveaux secteurs. Elle est de ce fait devenue également le syndicat des travailleurs des services de nettoyage, de gardiennage ou encore des titres-services.
En 2014, la Centrale Générale - FGTB a fusionné avec la FGTB Textile-Vêtement-Diamant. Une fusion liée au déclin de l'industrie textile et des secteurs connexes dans notre pays.
En 2018, le SETCa et la Centrale Générale - FGTB, les deux plus grandes centrales de la FGTB – sont parvenus à un accord qui fixe pour 47 secteurs le principe d’une seule centrale par secteur. Les travailleurs des secteurs concernés sont depuis lors représentés par le SETCa ou la CG, indépendamment de leur statut (employé, ouvrier ou cadre). Ce qui permet d'organiser une concertation sociale efficace et à mieux défendre les intérêts des travailleuses et travailleurs.

## Organisation
A la Centrale Générale, les quelque 419 000 membres forment la base. C’est parmi eux que sont recrutés les quelque 10 000 militants actifs parmi lesquels les délégués et les membres des comités de prévention et de protection au travail.
La Centrale Générale compte 15 sections régionales où les secrétaires syndicaux régionaux organisent et soutiennent le travail syndical.
Le secrétariat fédéral de la Centrale Générale se compose de 10 secrétaires fédéraux, parmi lesquels le président et le secrétaire général. Il est élu tous les quatre ans, lors du congrès statutaire fédéral. Ce congrès est l’organe suprême de la Centrale Générale. Il détermine les positions générales et les stratégies du syndicat.